# Mexikó a 2020. évi nyári olimpiai játékokon
Mexikó a japán Tokióban megrendezett 2020. évi nyári olimpiai játékok egyik részt vevő nemzete volt. Az országot az olimpián 27 sportágban 161 sportoló képviselte, akik összesen 4 érmet szereztek.

## Érmesek
| Érem  | Versenyző | Sportág    | Versenyszám              |
| ----- | --- | ---------- | ------------------------ |
| Bronz | Luis Alvárez Alejandra Valencia | Íjászat    | Vegyes csapat            |
| Bronz | Nemzeti válogatott Eduardo Aguirre Érick Aguirre Roberto Alvarado Jesús Angulo Ricardo Angulo Uriel Antuna Fernando Beltrán Sebastián Córdova José Joaquín Esquivel Diego Lainez Vladimir Loroña Henry Martín César Montes Adrián Mora Guillermo Ochoa Carlos Rodríguez Luis Romo Jorge Sánchez Johan Vásquez Alexis Vega Sebastián Jurado Luis Malagón | Labdarúgás | Férfi                    |
| Bronz | Gabriela Agúndez Alejandra Orozco | Műugrás    | Női szinkron toronyugrás |
| Bronz | Aremi Fuentes | Súlyemelés | Női 76 kg                |

## Atlétika
Férfi
| Versenyző            | Versenyszám     | Előfutam | Előfutam | Előfutam | Elődöntő | Elődöntő | Elődöntő | Döntő         | Döntő         |
| Versenyző            | Versenyszám     | Idő      | Hely.    | Össz.    | Idő      | Hely.    | Össz.    | Idő           | Helyezés      |
| -------------------- | --------------- | -------- | -------- | -------- | -------- | -------- | -------- | ------------- | ------------- |
| Jesús Tonatiú López  | 800 m           | 1:46,14  | 1.       | 26.      | 1:44,77  | 3.       | 12.      | kiesett       | kiesett       |
| Jesús Arturo Esparza | Maraton         |          |          |          |          |          |          | 2:31:51       | 73.           |
| Juan Joel Pacheco    | Maraton         |          |          |          |          |          |          | 2:23:41       | 64.           |
| José Luis Santana    | Maraton         |          |          |          |          |          |          | 2:21:32       | 55.           |
| Noel Alí Chama       | 20 km gyaloglás |          |          |          |          |          |          | 1:28:23       | 38.           |
| Andrés Olivas        | 20 km gyaloglás |          |          |          |          |          |          | 1:22:46       | 11.           |
| Jesús Tadeo Vega     | 20 km gyaloglás |          |          |          |          |          |          | 1:30:37       | 42.           |
| José Leyver          | 50 km gyaloglás |          |          |          |          |          |          | 3:56:53       | 15.           |
| Horacio Nava         | 50 km gyaloglás |          |          |          |          |          |          | 4:19:00       | 44.           |
| Isaac Palma          | 50 km gyaloglás |          |          |          |          |          |          | nem ért célba | nem ért célba |

| Versenyző      | Versenyszám   | Selejtező | Selejtező | Döntő    | Döntő    |
| Versenyző      | Versenyszám   | Eredmény  | Helyezés  | Eredmény | Helyezés |
| -------------- | ------------- | --------- | --------- | -------- | -------- |
| Edgar Rivera   | Magasugrás    | 221 cm    | 19.*      | kiesett  | kiesett  |
| Diego del Real | Kalapácsvetés | 75,17 m   | 15.       | kiesett  | kiesett  |

Női
| Versenyző            | Versenyszám     | Előfutam | Előfutam | Előfutam | Elődöntő | Elődöntő | Elődöntő | Döntő         | Döntő         |
| Versenyző            | Versenyszám     | Idő      | Hely.    | Össz.    | Idő      | Hely.    | Össz.    | Idő           | Helyezés      |
| -------------------- | --------------- | -------- | -------- | -------- | -------- | -------- | -------- | ------------- | ------------- |
| Paola Morán          | 400 m           | 51,18    | 3.       | 14.      | 51,06    | 5.       | 14.      | kiesett       | kiesett       |
| Laura Galván         | 1500 m          | 4:08,15  | 12.      | 32.      | kiesett  | kiesett  | kiesett  | kiesett       | kiesett       |
| Laura Galván         | 5000 m          | 15:00,16 | 11.      | 18.      |          |          |          | kiesett       | kiesett       |
| Andrea Ramírez Limón | Maraton         |          |          |          |          |          |          | nem ért célba | nem ért célba |
| Úrsula Sánchez       | Maraton         |          |          |          |          |          |          | 2:45:45       | 64.           |
| Daniela Torres       | Maraton         |          |          |          |          |          |          | 2:47:15       | 65.           |
| Alegna González      | 20 km gyaloglás |          |          |          |          |          |          | 1:30:33       | 5.            |
| Ilse Guerrero        | 20 km gyaloglás |          |          |          |          |          |          | 1:45:47       | 51.           |
| Valeria Ortuño       | 20 km gyaloglás |          |          |          |          |          |          | 1:41:50       | 47.           |

* - egy másik versenyzővel azonos eredményt ért el

## Baseball
| Mexikói férfi baseballcsapat-játékoskeret | Mexikói férfi baseballcsapat-játékoskeret |
| --- | --- |
| - Fabián Anguamea - Édgar Arredondo - Manny Bañuelos - Manny Barreda - Carlos Bustamante - José Cardona - Daniel Duarte - Danny Espinosa - Sebastián Elizalde - Ryan Goins - Adrián González - Jonathan Jones | - Joey Meneses - Efrén Navarro - Juan Pablo Oramas - Ramiro Peña - Óliver Pérez - Isaac Rodríguez - Fernando Salas - Sasagi Sánchez - Alí Solís - Teddy Stankiewicz - César Vargas - Alexis Wilson |

### Eredmények
Csoportkör
A csoport
| Hely. | Csapat                      | M | Gy | V | F+ | F– | Fk |
| ----- | --------------------------- | - | -- | - | -- | -- | -- |
| 1.    | Japán (JPN)                 | 2 | 2  | 0 | 11 | 7  | +4 |
| 2.    | Dominikai Köztársaság (DOM) | 2 | 1  | 1 | 4  | 4  | 0  |
| 3.    | Mexikó (MEX)                | 2 | 0  | 2 | 4  | 8  | –4 |

2. forduló
- július 30., 12:00 (5:00)

| Csapat                      | 1 | 2 | 3 | 4 | 5 | 6 | 7 | 8 | 9 | F | T | H |
| --------------------------- | - | - | - | - | - | - | - | - | - | - | - | - |
| Mexikó (MEX)                | 0 | 0 | 0 | 0 | 0 | 0 | 0 | 0 | 0 | 0 | 4 | 0 |
| Dominikai Köztársaság (DOM) | 0 | 0 | 0 | 0 | 1 | 0 | 0 | 0 | X | 1 | 6 | 0 |

3. forduló
- július 31., 12:00 (5:00)

| Csapat       | 1 | 2 | 3 | 4 | 5 | 6 | 7 | 8 | 9 | F | T  | H |
| ------------ | - | - | - | - | - | - | - | - | - | - | -- | - |
| Japán (JPN)  | 0 | 1 | 1 | 3 | 0 | 0 | 1 | 1 | 0 | 7 | 10 | 0 |
| Mexikó (MEX) | 1 | 0 | 0 | 1 | 0 | 0 | 0 | 2 | 0 | 4 | 7  | 2 |

Egyenes kieséses szakasz
1. forduló
- augusztus 1., 12:00 (5:00)

| Csapat       | 1 | 2 | 3 | 4 | 5 | 6 | 7 | 8 | 9 | F  | T  | H |
| ------------ | - | - | - | - | - | - | - | - | - | -- | -- | - |
| Izrael (ISR) | 1 | 0 | 5 | 0 | 0 | 0 | 6 | 0 | 0 | 12 | 12 | 0 |
| Mexikó (MEX) | 0 | 0 | 4 | 0 | 0 | 1 | 0 | 0 | 0 | 5  | 8  | 1 |

| Csapat       | Helyezés |
| ------------ | -------- |
| Mexikó (MEX) | 6.       |

## Birkózás
Férfi
Kötöttfogású
| Versenyző     | Versenyszám | Nyolcaddöntő                     | Negyeddöntő       | Elődöntő          | Vigaszág elődöntő | Bronz- mérkőzés   | Döntő             | Helyezés |
| Versenyző     | Versenyszám | Ellenfél Eredmény                | Ellenfél Eredmény | Ellenfél Eredmény | Ellenfél Eredmény | Ellenfél Eredmény | Ellenfél Eredmény | Helyezés |
| ------------- | ----------- | -------------------------------- | ----------------- | ----------------- | ----------------- | ----------------- | ----------------- | -------- |
| Alfonso Leyva | 77 kg       | Alekszandr Csehirkin (ROC) · 0–7 | kiesett           | kiesett           | kiesett           | kiesett           | kiesett           | 15.      |

Női
Szabadfogású
| Versenyző     | Versenyszám | Nyolcaddöntő                   | Negyeddöntő       | Elődöntő          | Vigaszág elődöntő | Bronz- mérkőzés   | Döntő             | Helyezés |
| Versenyző     | Versenyszám | Ellenfél Eredmény              | Ellenfél Eredmény | Ellenfél Eredmény | Ellenfél Eredmény | Ellenfél Eredmény | Ellenfél Eredmény | Helyezés |
| ------------- | ----------- | ------------------------------ | ----------------- | ----------------- | ----------------- | ----------------- | ----------------- | -------- |
| Alma Valencia | 57 kg       | Valerija Zsolobova (ROC) · 2–5 | kiesett           | kiesett           | kiesett           | kiesett           | kiesett           | 11.      |

## Cselgáncs
Női
| Versenyző            | Versenyszám | 32-es főtábla                        | Nyolcaddöntő      | Negyeddöntő       | Elődöntő          | Vigaszág elődöntő | Bronz- mérkőzés   | Döntő             | Helyezés |
| Versenyző            | Versenyszám | Ellenfél Eredmény                    | Ellenfél Eredmény | Ellenfél Eredmény | Ellenfél Eredmény | Ellenfél Eredmény | Ellenfél Eredmény | Ellenfél Eredmény | Helyezés |
| -------------------- | ----------- | ------------------------------------ | ----------------- | ----------------- | ----------------- | ----------------- | ----------------- | ----------------- | -------- |
| Prisca Awiti Alcaraz | Váltósúly   | Boldyn Gankhaich (MGL) · 00(1)–10(1) | kiesett           | kiesett           | kiesett           | kiesett           | kiesett           | kiesett           | 17.      |

## Evezés
Női
| Versenyző     | Versenyszám  | Előfutam | Előfutam | Vigaszág | Vigaszág | Negyeddöntő | Negyeddöntő | Elődöntő | Elődöntő | Elődöntő | Döntő | Döntő   | Döntő | Helyezés |
| Versenyző     | Versenyszám  | Idő      | Hely.    | Idő      | Hely.    | Idő         | Hely.       | Típus    | Idő      | Hely.    | Típus | Idő     | Hely. | Helyezés |
| ------------- | ------------ | -------- | -------- | -------- | -------- | ----------- | ----------- | -------- | -------- | -------- | ----- | ------- | ----- | -------- |
| Kenia Lechuga | Egypárevezős | 7:54,21  | 2.       | erőnyerő | erőnyerő | 8:09,29     | 4.          | C/D      | 7:33,72  | 1.       | C     | 7:43,55 | 4.    | 16.      |

## Golf
| Versenyző     | Versenyszám  | 1. forduló | 1. forduló | 2. forduló | 2. forduló | 3. forduló | 3. forduló | 4. forduló | 4. forduló | Összesen | Összesen | Összesen |
| Versenyző     | Versenyszám  | Pont       | Par        | Pont       | Par        | Pont       | Par        | Pont       | Par        | Pontszám | Par      | Helyezés |
| ------------- | ------------ | ---------- | ---------- | ---------- | ---------- | ---------- | ---------- | ---------- | ---------- | -------- | -------- | -------- |
| Abraham Ancer | Férfi egyéni | 69         | −2         | 69         | −2         | 66         | −5         | 68         | −3         | 272      | −12      | 14.      |
| Carlos Ortiz  | Férfi egyéni | 65         | −6         | 67         | −4         | 69         | −2         | 78         | +7         | 279      | −5       | 42.      |
| María Fassi   | Női egyéni   | 73         | +2         | 70         | −1         | 68         | −3         | 68         | −3         | 279      | −5       | 23.      |
| Gaby López    | Női egyéni   | 71         | 0          | 72         | +1         | 69         | −2         | 71         | 0          | 283      | −1       | 38.      |

## Íjászat
Férfi
| Versenyző    | Versenyszám | Selejtező | Selejtező | 64-es főtábla                       | 32-es főtábla     | Nyolcaddöntő      | Negyeddöntő       | Elődöntő          | Döntő             | Helyezés |
| Versenyző    | Versenyszám | Pont      | Kiemelés  | Ellenfél Eredmény                   | Ellenfél Eredmény | Ellenfél Eredmény | Ellenfél Eredmény | Ellenfél Eredmény | Ellenfél Eredmény | Helyezés |
| ------------ | ----------- | --------- | --------- | ----------------------------------- | ----------------- | ----------------- | ----------------- | ----------------- | ----------------- | -------- |
| Luis Alvárez | Egyéni      | 662       | 19.       | Furukava Takaharu (JPN) (46.) · 3–7 | kiesett           | kiesett           | kiesett           | kiesett           | kiesett           | 33.      |

Női
| Versenyző                                       | Versenyszám | Selejtező | Selejtező | 64-es főtábla                             | 32-es főtábla                          | Nyolcaddöntő                    | Negyeddöntő                                                                      | Elődöntő          | Döntő             | Helyezés |
| Versenyző                                       | Versenyszám | Pont      | Kiemelés  | Ellenfél Eredmény                         | Ellenfél Eredmény                      | Ellenfél Eredmény               | Ellenfél Eredmény                                                                | Ellenfél Eredmény | Ellenfél Eredmény | Helyezés |
| ----------------------------------------------- | ----------- | --------- | --------- | ----------------------------------------- | -------------------------------------- | ------------------------------- | -------------------------------------------------------------------------------- | ----------------- | ----------------- | -------- |
| Aída Román                                      | Egyéni      | 665       | 6.        | Rihab Elwalid (TUN) (59.) · 6–2           | Bryony Pitman (GBR) (38.) · 2–6        | kiesett                         | kiesett                                                                          | kiesett           | kiesett           | 17.      |
| Alejandra Valencia                              | Egyéni      | 674       | 4.        | Karina Kazlovszkaja (BLR) (61.) · 6–0     | Karina Dzjominszkaja (BLR) (29.) · 7–3 | Lisa Barbelin (FRA) (13.) · 6–0 | Mackenzie Brown (USA) (5.) · 5–6                                                 | kiesett           | kiesett           | 5.       |
| Ana Paula Vázquez                               | Egyéni      | 637       | 32.       | Ane Marcelle dos Santos (BRA) (33.) · 4–6 | kiesett                                | kiesett                         | kiesett                                                                          | kiesett           | kiesett           | 33.      |
| Aída Román Alejandra Valencia Ana Paula Vázquez | Csapat      | 1976      | 2.        |                                           |                                        | erőnyerő                        | Németország (GER) · Michelle Kroppen · Charline Schwarz · Lisa Unruh (10.) · 2–6 | kiesett           | kiesett           | 6.       |

Vegyes csapat
| Versenyző                       | Versenyszám | Selejtező | Selejtező | Nyolcaddöntő                                                     | Negyeddöntő                                                       | Elődöntő                                                                  | Döntő                                                                      | Helyezés |
| Versenyző                       | Versenyszám | Pont      | Kiemelés  | Ellenfél Eredmény                                                | Ellenfél Eredmény                                                 | Ellenfél Eredmény                                                         | Ellenfél Eredmény                                                          | Helyezés |
| ------------------------------- | ----------- | --------- | --------- | ---------------------------------------------------------------- | ----------------------------------------------------------------- | ------------------------------------------------------------------------- | -------------------------------------------------------------------------- | -------- |
| Luis Alvárez Alejandra Valencia | Vegyes      | 1336      | 4.        | Németország (GER) · Michelle Kroppen · Florian Unruh (13.) · 6–2 | Nagy-Britannia (GBR) · Sarah Bettles · Patrick Huston (12.) · 6–0 | Dél-Korea (KOR) · Kim Dzsedok (Kim Je-deok) · An szan (An San) (1.) · 1–5 | Bronzmérkőzés · Törökország (TUR) · Yasemin Anagöz · Mete Gazoz (7.) · 6–2 |          |

## Kajak-kenu

### Szlalom
Női
| Versenyző     | Versenyszám | Selejtező | Selejtező | Selejtező | Selejtező | Selejtező     | Selejtező     | Elődöntő | Elődöntő | Döntő   | Döntő    |
| Versenyző     | Versenyszám | 1. futam  | 1. futam  | 2. futam  | 2. futam  | Jobb eredmény | Jobb eredmény | Elődöntő | Elődöntő | Döntő   | Döntő    |
| Versenyző     | Versenyszám | Pont      | Hely.     | Pont      | Hely.     | Pont          | Hely.         | Pont     | Hely.    | Pont    | Helyezés |
| ------------- | ----------- | --------- | --------- | --------- | --------- | ------------- | ------------- | -------- | -------- | ------- | -------- |
| Sofía Reinoso | Kajak egyes | 132,89    | 22.       | 143,19    | 26.       | 132,89        | 23.           | 136,34   | 21.      | kiesett | kiesett  |

## Kerékpározás

### Hegyi-kerékpározás
| Versenyző         | Versenyszám        | Idő     | Helyezés |
| ----------------- | ------------------ | ------- | -------- |
| Gerardo Ulloa     | Férfi terepverseny | 1:30:57 | 23.      |
| Daniela Campuzano | Női terepverseny   | 1:22:50 | 16.      |

### Országúti kerékpározás
Férfi
| Versenyző   | Versenyszám   | Idő              | Helyezés |
| ----------- | ------------- | ---------------- | -------- |
| Eder Frayre | Mezőnyverseny | 6:15:38 (+10:12) | 39.      |

Női
| Versenyző       | Versenyszám   | Idő           | Helyezés      |
| --------------- | ------------- | ------------- | ------------- |
| Lizbeth Salazar | Mezőnyverseny | nem ért célba | nem ért célba |

### Pálya-kerékpározás
Sprintversenyek
| Versenyző                    | Versenyszám | Selejtező | Selejtező | 1. forduló                                   | Vigaszág                                                      | Vigaszág | 2. forduló           | Vigaszág             | Nyolcaddöntő         | Vigaszág               | Vigaszág | Negyeddöntő                                                                                   | 5–8. helyért           | 5–8. helyért | Elődöntő             | Döntő                                                                         | Helyezés |
| Versenyző                    | Versenyszám | Idő       | Hely.     | Ellenfél Győztes idő                         | Ellenfelek Győztes idő                                        | Hely.    | Ellenfél Győztes idő | Ellenfél Győztes idő | Ellenfél Győztes idő | Ellenfelek Győztes idő | Hely.    | Ellenfél Győztes idő                                                                          | Ellenfelek Győztes idő | Hely.        | Ellenfél Győztes idő | Ellenfél Győztes idő                                                          | Helyezés |
| ---------------------------- | ----------- | --------- | --------- | -------------------------------------------- | ------------------------------------------------------------- | -------- | -------------------- | -------------------- | -------------------- | ---------------------- | -------- | --------------------------------------------------------------------------------------------- | ---------------------- | ------------ | -------------------- | ----------------------------------------------------------------------------- | -------- |
| Daniela Gaxiola              | Női egyéni  | 10,682    | 15.       | Csung Tien-si (Zhong Tianshi) (CHN) · 10,744 | Pao San-csu (Bao Shanju) (CHN) · Ljubov Sulika (UKR) · 10,913 | 2.       | kiesett              | kiesett              | kiesett              | kiesett                | kiesett  | kiesett                                                                                       | kiesett                | kiesett      | kiesett              | kiesett                                                                       | 18.      |
| Yuli Verdugo                 | Női egyéni  | 10,818    | 19.       | Olena Sztarikova (UKR) · 10,870              | Kaarle McCulloch (AUS) · Charlene du Preez (RSA) · 11,194     | 2.       | kiesett              | kiesett              | kiesett              | kiesett                | kiesett  | kiesett                                                                                       | kiesett                | kiesett      | kiesett              | kiesett                                                                       | 20.      |
| Daniela Gaxiola Yuli Verdugo | Női csapat  | 33,097    | 5.        |                                              |                                                               |          |                      |                      |                      |                        |          | Az Orosz Olimpiai Bizottság versenyzői (ROC) · Darja Smeljova · Anasztaszija Vojnova · 32,249 |                        |              |                      | 5–6. helyért · Litvánia (LTU) · Simona Krupeckaitė · Miglė Marozaitė · 32,808 | 6.       |

Keirin
| Versenyző       | Versenyszám | 1. forduló | Vigaszág | Negyeddöntő | Elődöntő | 7–12. helyért | Döntő    | Helyezés |
| Versenyző       | Versenyszám | Helyezés   | Helyezés | Helyezés    | Helyezés | Helyezés      | Helyezés | Helyezés |
| --------------- | ----------- | ---------- | -------- | ----------- | -------- | ------------- | -------- | -------- |
| Daniela Gaxiola | Női         | 2.         | erőnyerő | 3.          | 4.       | 5.            |          | 11.      |
| Yuli Verdugo    | Női         | 5.         | 4.       | kiesett     | kiesett  | kiesett       | kiesett  | 23.      |

## Labdarúgás

### Férfi
| Mexikói férfi labdarúgócsapat-játékoskeret | Mexikói férfi labdarúgócsapat-játékoskeret |
| --- | --- |
| - Eduardo Aguirre - Érick Aguirre - Roberto Alvarado - Jesús Angulo - Ricardo Angulo - Uriel Antuna - Fernando Beltrán - Sebastián Córdova - José Joaquín Esquivel - Diego Lainez - Vladimir Loroña | - Henry Martín* - César Montes - Adrián Mora - Guillermo Ochoa* (c) - Carlos Rodríguez - Luis Romo* - Jorge Sánchez - Johan Vásquez - Alexis Vega - Sebastián Jurado NP - Luis Malagón NP |

* - túlkoros játékos

NP - nem lépet pályára

#### Eredmények
Csoportkör
A csoport
| Hely. | Csapat                        | M | Gy | D | V | G+ | G– | Gk | P | Továbbjutás |
| ----- | ----------------------------- | - | -- | - | - | -- | -- | -- | - | ----------- |
| 1.    | Japán (JPN) (R)               | 3 | 3  | 0 | 0 | 7  | 1  | +6 | 9 | Negyeddöntő |
| 2.    | Mexikó (MEX)                  | 3 | 2  | 0 | 1 | 8  | 3  | +5 | 6 | Negyeddöntő |
| 3.    | Franciaország (FRA)           | 3 | 1  | 0 | 2 | 5  | 11 | −6 | 3 |             |
| 4.    | Dél-afrikai Köztársaság (RSA) | 3 | 0  | 0 | 3 | 3  | 8  | −5 | 0 |             |

| 2021. július 22. 17:00 (10:00) |

| Mexikó (MEX)                                  | 4–1               | Franciaország (FRA)   |
| --------------------------------------------- | ----------------- | --------------------- |
| Vega 47' Córdova 55' Antuna 80' Aguirre 90+1' | (0–0) Jegyzőkönyv | Gignac 69' (11-esből) |

| Tokyo Stadium, Csófu Játékvezető: Chris Beath (ausztrál) |

| 2021. július 25. 20:00 (13:00) |

| Japán (JPN)                 | 2–1               | Mexikó (MEX) |
| --------------------------- | ----------------- | ------------ |
| Kubo 6' Dóan 11' (11-esből) | (2–0) Jegyzőkönyv | Alvarado 85' |

| Saitama Stadium 2002, Szaitama Játékvezető: Artur Soares Dias (portugál) |

| 2021. július 28. 20:30 (13:30) |

| Dél-afrikai Köztársaság (RSA) | 0–3               | Mexikó (MEX)                   |
| ----------------------------- | ----------------- | ------------------------------ |
|                               | (0–2) Jegyzőkönyv | Vega 18' Romo 45+1' Martín 60' |

| Szapporo Dómu, Szapporo Játékvezető: Matthew Conger (új-zélandi) |

Negyeddöntő
| 2021. július 31. 20:00 (13:00) |

| Dél-Korea (KOR)                                                       | 3–6               | Mexikó (MEX)                                                   |
| --------------------------------------------------------------------- | ----------------- | -------------------------------------------------------------- |
| I Donggjong (Lee Dong-gyeong) 20' 51' Hvang Idzso (Hwang Ui-jo) 90+1' | (1–3) Jegyzőkönyv | Martín 12' 54' Romo 30' Córdova 39' (11-esből) 63' Aguirre 84' |

| Nissan Stadion, Jokohama Játékvezető: Orel Grinfeld (izraeli) |

Elődöntő
| 2021. augusztus 3. 17:00 (10:00) |

| Mexikó (MEX)              | 0–0 (h. u.) | Brazília (BRA)                     |
| ------------------------- | ----------- | ---------------------------------- |
|                           | Jegyzőkönyv |                                    |
| Büntetőpárbaj             |             |                                    |
| Aguirre Vásquez Rodríguez | 1–4         | Alves Martinelli Guimarães Reinier |

| Kasima Stadion, Kasima Játékvezető: Georgi Kabakov (bolgár) |

Bronzmérkőzés
| 2021. augusztus 6. 18:00 (11:00) |

| Mexikó (MEX)                                | 3–1               | Japán (JPN) |
| ------------------------------------------- | ----------------- | ----------- |
| Córdova 13' (11-esből) Vásquez 22' Vega 58' | (2–0) Jegyzőkönyv | Mitoma 78'  |

| Saitama Stadium 2002, Szaitama Játékvezető: Bamlak Tessema Weyesa (etióp) |

| Csapat       | Helyezés |
| ------------ | -------- |
| Mexikó (MEX) |          |

## Lovaglás
Díjlovaglás
| Versenyző        | Ló          | Versenyszám | Selejtező | Selejtező | Selejtező | Döntő   | Döntő   | Végeredmény | Végeredmény |
| Versenyző        | Ló          | Versenyszám | Csop.     | Pont      | Hely.     | Pont    | Hely.   | Pont        | Helyezés    |
| ---------------- | ----------- | ----------- | --------- | --------- | --------- | ------- | ------- | ----------- | ----------- |
| Martha Del Valle | Beduino LAM | Egyéni      | E         | 64,876    | 9.        | kiesett | kiesett | 64,876      | 51.         |

Díjugratás
| Versenyző                                        | Ló                        | Versenyszám | Selejtező | Selejtező | Selejtező | Döntő       | Döntő       | Döntő       | Döntő     | Döntő     | Döntő     | Végeredmény |
| Versenyző                                        | Ló                        | Versenyszám | Selejtező | Selejtező | Selejtező | Alapverseny | Alapverseny | Alapverseny | Szétugrás | Szétugrás | Szétugrás | Végeredmény |
| Versenyző                                        | Ló                        | Versenyszám | Bünt.     | Idő       | Hely.     | Bünt.       | Idő         | Hely.       | Bünt.     | Idő       | Hely.     | Helyezés    |
| ------------------------------------------------ | ------------------------- | ----------- | --------- | --------- | --------- | ----------- | ----------- | ----------- | --------- | --------- | --------- | ----------- |
| Eugenio Garza                                    | Armani SL Z               | Egyéni      | 9         | 89,10     | =47.      | kiesett     | kiesett     | kiesett     | kiesett   | kiesett   | kiesett   | 47.         |
| Enrique González                                 | Chacna                    | Egyéni      | 8         | 101,53    | =44.      | kiesett     | kiesett     | kiesett     | kiesett   | kiesett   | kiesett   | 44.         |
| Manuel González                                  | Hortensia van de Leeuwerk | Egyéni      | 12        | 88,23     | =55.      | kiesett     | kiesett     | kiesett     | kiesett   | kiesett   | kiesett   | 55.         |
| Eugenio Garza* Enrique González Patricio Pasquel | Armani SL Z Chacna Babel  | Csapat      | 6         | 166,81    | 16.       | kiesett     | kiesett     | kiesett     | kiesett   | kiesett   | kiesett   | 16.         |

* - nem ért célba

## Műugrás
Férfi
| Versenyző                  | Versenyszám          | Selejtező | Selejtező | Elődöntő | Elődöntő | Döntő   | Döntő    |
| Versenyző                  | Versenyszám          | Pont      | Helyezés  | Pont     | Helyezés | Pont    | Helyezés |
| -------------------------- | -------------------- | --------- | --------- | -------- | -------- | ------- | -------- |
| Osmar Olvera               | Egyéni műugrás       | 442,45    | 9.        | 384,80   | 14.      | kiesett | kiesett  |
| Rommel Pacheco             | Egyéni műugrás       | 479,25    | 3.        | 437,65   | 6.       | 428,75  | 6.       |
| Iván García                | Egyéni toronyugrás   | 316,95    | 24.       | kiesett  | kiesett  | kiesett | kiesett  |
| Andrés Villarreal          | Egyéni toronyugrás   | 410,30    | 9.        | 405,55   | 11.      | 381,75  | 12.      |
| Juan Celaya Yahel Castillo | Szinkron műugrás     |           |           |          |          | 400,14  | 4.       |
| Diego Balleza Kevin Berlín | Szinkron toronyugrás |           |           |          |          | 407,31  | 4.       |

Női
| Versenyző                          | Versenyszám          | Selejtező | Selejtező | Elődöntő | Elődöntő | Döntő   | Döntő    |
| Versenyző                          | Versenyszám          | Pont      | Helyezés  | Pont     | Helyezés | Pont    | Helyezés |
| ---------------------------------- | -------------------- | --------- | --------- | -------- | -------- | ------- | -------- |
| Arantxa Chávez                     | Egyéni műugrás       | 190,35    | 27.       | kiesett  | kiesett  | kiesett | kiesett  |
| Aranza Vázquez                     | Egyéni műugrás       | 294,30    | 8.        | 318,60   | 4.       | 303,45  | 6.       |
| Gabriela Agúndez                   | Egyéni toronyugrás   | 297,65    | 12.       | 337,30   | 4.       | 358,50  | 4.       |
| Alejandra Orozco                   | Egyéni toronyugrás   | 308,10    | 9.        | 301,40   | 12.      | 322,05  | 6.       |
| Dolores Hernández Carolina Mendoza | Szinkron műugrás     |           |           |          |          | 275,10  | 4.       |
| Gabriela Agúndez Alejandra Orozco  | Szinkron toronyugrás |           |           |          |          | 299,70  |          |

## Ökölvívás
Férfi
| Versenyző      | Versenyszám  | Selejtező         | Nyolcaddöntő             | Negyeddöntő             | Elődöntő          | Döntő             | Helyezés |
| Versenyző      | Versenyszám  | Ellenfél Eredmény | Ellenfél Eredmény        | Ellenfél Eredmény       | Ellenfél Eredmény | Ellenfél Eredmény | Helyezés |
| -------------- | ------------ | ----------------- | ------------------------ | ----------------------- | ----------------- | ----------------- | -------- |
| Rogelio Romero | Félnehézsúly | erőnyerő          | Luka Plantić (CRO) · 4–1 | Arlen López (CUB) · 0–5 | kiesett           | kiesett           | 5.       |

Női
| Versenyző        | Versenyszám | Selejtező                  | Nyolcaddöntő            | Negyeddöntő       | Elődöntő          | Döntő             | Helyezés |
| Versenyző        | Versenyszám | Ellenfél Eredmény          | Ellenfél Eredmény       | Ellenfél Eredmény | Ellenfél Eredmény | Ellenfél Eredmény | Helyezés |
| ---------------- | ----------- | -------------------------- | ----------------------- | ----------------- | ----------------- | ----------------- | -------- |
| Esmeralda Falcón | Könnyűsúly  | Rebecca Nicoli (ITA) · 1–4 | kiesett                 | kiesett           | kiesett           | kiesett           | 17.      |
| Brianda Cruz     | Váltósúly   | erőnyerő                   | Oshae Jones (USA) · 2–3 | kiesett           | kiesett           | kiesett           | 9.       |

## Öttusa
| Versenyző       | Versenyszám | Vívás (V) | Vívás (V) | Úszás   | Úszás | Úszás | Bónusz vívás (B) | Bónusz vívás (B) | Bónusz vívás (B) | Lovaglás      | Lovaglás      | Lovaglás | Lovaglás | Futás/Lövészet | Futás/Lövészet | Futás/Lövészet | Futás/Lövészet | Összesen    | Összesen |
| Versenyző       | Versenyszám | Eredmény  | Pont      | Idő     | Pont  | Hely. | Eredmény         | Pont             | V+B Hely.        | Idő           | Hibapont      | Pont     | Hely.    | Lövőhiba       | Idő            | Pont           | Hely.          | Összes pont | Helyezés |
| --------------- | ----------- | --------- | --------- | ------- | ----- | ----- | ---------------- | ---------------- | ---------------- | ------------- | ------------- | -------- | -------- | -------------- | -------------- | -------------- | -------------- | ----------- | -------- |
| Duilio Carrillo | Férfi       | 17–18     | 202       | 2:04,08 | 302   | 21.   | 0–1              | 0                | 19.              | nem ért célba | nem ért célba | 0        | 33.      | 11             | 11:31,68       | 609            | 22.            | 1113        | 33.      |
| Álvaro Sandoval | Férfi       | 11–24     | 166       | 2:02,52 | 305   | 17.   | 1–1              | 1                | 31.              | nem ért célba | nem ért célba | 0        | 33.      | 13             | 11:26,30       | 614            | 21.            | 1086        | 35.      |
| Mariana Arceo   | Női         | 15–20     | 180*      | 2:16,65 | 277   | 23.   | 4–1              | 4                | 29.              | 70,61         | 7             | 293      | 14.      | 22             | 12:32,16       | 548            | 16.            | 1302        | 16.      |
| Mayan Oliver    | Női         | 16–19     | 196       | 2:24,16 | 262   | 32.   | 0–1              | 0                | 22.              | 76,62         | 7             | 293      | 10.      | 15             | 12:21,48       | 559            | 12.            | 1310        | 15.      |

* - 10 pont levonva büntetés miatt

## Röplabda

### Strandröplabda

#### Férfi
| Versenyző                     | Csoportkör | Csoportkör | 16 közé jutásért  | Nyolcaddöntő                                                         | Negyeddöntő       | Elődöntő          | Döntő             | Helyezés |
| Versenyző                     | Ellenfél Eredmény | Hely.      | Ellenfél Eredmény | Ellenfél Eredmény                                                    | Ellenfél Eredmény | Ellenfél Eredmény | Ellenfél Eredmény | Helyezés |
| ----------------------------- | --- | ---------- | ----------------- | -------------------------------------------------------------------- | ----------------- | ----------------- | ----------------- | -------- |
| Josué Gaxiola José Luis Rubio | B csoport · Az Orosz Olimpiai Bizottság versenyzői (ROC) · Vjacseszlav Kraszilnyikov · Oleg Sztojanovszkij · 26–24, 15–21, 16–18 · Csehország (CZE) · Ondřej Perušič · David Schweiner · 21–17, 16–21, 14–16 · Lettország (LAT) · Mārtiņš Pļaviņš · Edgars Točs · 21–18, 21–16 | 3.         |                   | Brazília (BRA) · Alison Cerutti · Álvaro Morais Filho · 14–21, 13–21 | kiesett           | kiesett           | kiesett           | 9.       |

## Softball
| Mexikói női softballcsapat-játékoskeret | Mexikói női softballcsapat-játékoskeret                                                                             |
| --- | --- |
| - Stefanía Aradillas - Suzy Brookshire - Brittany Cervantes - Dallas Escobedo - Tatyana Forbes - Chelsea Gonzales - Sierra Hyland - Taylor McQuillin | - Nicole Mendes - Danielle O'Toole - Sashel Palacios - Sydney Romero - Amanda Sánchez - Tori Vidales - Anissa Urtez |

### Eredmények
Csoportkör
| Hely. | Csapat                 | M | Gy | V | F+ | F– | Fk  |
| ----- | ---------------------- | - | -- | - | -- | -- | --- |
| 1.    | Egyesült Államok (USA) | 5 | 5  | 0 | 9  | 2  | +7  |
| 2.    | Japán (JPN)            | 5 | 4  | 1 | 18 | 5  | +13 |
| 3.    | Kanada (CAN)           | 5 | 3  | 2 | 19 | 4  | +15 |
| 4.    | Mexikó (MEX)           | 5 | 2  | 3 | 11 | 10 | +1  |
| 5.    | Ausztrália (AUS)       | 5 | 1  | 4 | 5  | 21 | −16 |
| 6.    | Olaszország (ITA)      | 5 | 0  | 5 | 1  | 21 | −20 |

1. forduló
- július 21., 15:00 (8:00)

| Csapat       | 1 | 2 | 3 | 4 | 5 | 6 | 7 | F | T | H |
| ------------ | - | - | - | - | - | - | - | - | - | - |
| Mexikó (MEX) | 0 | 0 | 0 | 0 | 0 | 0 | 0 | 0 | 2 | 0 |
| Kanada (CAN) | 2 | 0 | 1 | 1 | 0 | 0 | X | 4 | 9 | 0 |

2. forduló
- július 22., 12:00 (5:00)

| Csapat       | 1 | 2 | 3 | 4 | 5 | 6 | 7 | 8 | F | T | H |
| ------------ | - | - | - | - | - | - | - | - | - | - | - |
| Mexikó (MEX) | 0 | 0 | 0 | 0 | 1 | 0 | 1 | 0 | 2 | 6 | 0 |
| Japán (JPN)  | 0 | 1 | 0 | 0 | 1 | 0 | 0 | 1 | 3 | 5 | 0 |

3. forduló
- július 24., 14:30 (7:30)

| Csapat                 | 1 | 2 | 3 | 4 | 5 | 6 | 7 | F | T | H |
| ---------------------- | - | - | - | - | - | - | - | - | - | - |
| Egyesült Államok (USA) | 0 | 0 | 2 | 0 | 0 | 0 | 0 | 2 | 6 | 1 |
| Mexikó (MEX)           | 0 | 0 | 0 | 0 | 0 | 0 | 0 | 0 | 1 | 3 |

4. forduló
- július 25., 20:00 (13:00)

| Csapat            | 1 | 2 | 3 | 4 | 5 | 6 | 7 | F | T | H |
| ----------------- | - | - | - | - | - | - | - | - | - | - |
| Olaszország (ITA) | 0 | 0 | 0 | 0 | 0 | 0 | 0 | 0 | 1 | 0 |
| Mexikó (MEX)      | 0 | 1 | 1 | 0 | 3 | 0 | X | 5 | 9 | 0 |

5. forduló
- július 26., 20:00 (13:00)

| Csapat           | 1 | 2 | 3 | 4 | 5 | 6 | 7 | F | T  | H |
| ---------------- | - | - | - | - | - | - | - | - | -- | - |
| Mexikó (MEX)     | 0 | 2 | 0 | 2 | 0 | 0 | 0 | 4 | 11 | 0 |
| Ausztrália (AUS) | 0 | 0 | 0 | 0 | 0 | 1 | 0 | 1 | 5  | 0 |

Bronzmérkőzés
- július 27., 13:00 (6:00)

| Csapat       | 1 | 2 | 3 | 4 | 5 | 6 | 7 | F | T | H |
| ------------ | - | - | - | - | - | - | - | - | - | - |
| Mexikó (MEX) | 0 | 0 | 1 | 0 | 1 | 0 | 0 | 2 | 7 | 1 |
| Kanada (CAN) | 0 | 2 | 0 | 0 | 1 | 0 | X | 3 | 6 | 0 |

| Csapat       | Helyezés |
| ------------ | -------- |
| Mexikó (MEX) | 4.       |

## Sportlövészet
Férfi
| Versenyző         | Versenyszám           | Selejtező | Selejtező | Döntő   | Döntő    |
| Versenyző         | Versenyszám           | Pont      | Helyezés  | Pont    | Helyezés |
| ----------------- | --------------------- | --------- | --------- | ------- | -------- |
| Edson Ramírez     | Légpuska              | 625,9     | 18.       | kiesett | kiesett  |
| José Luis Sánchez | Sportpuska, összetett | 1154      | 33.       | kiesett | kiesett  |
| Jorge Orozco      | Trap                  | 122       | 6.        | 28      | 4.       |

Női
| Versenyző          | Versenyszám | Selejtező | Selejtező | Döntő   | Döntő    |
| Versenyző          | Versenyszám | Pont      | Helyezés  | Pont    | Helyezés |
| ------------------ | ----------- | --------- | --------- | ------- | -------- |
| Gabriela Rodríguez | Skeet       | 118       | 12.       | kiesett | kiesett  |
| Alejandra Ramírez  | Trap        | 116       | 13.       | kiesett | kiesett  |

Vegyes
| Versenyző                      | Versenyszám | Selejtező | Selejtező | Döntő   | Döntő    |
| Versenyző                      | Versenyszám | Pont      | Helyezés  | Pont    | Helyezés |
| ------------------------------ | ----------- | --------- | --------- | ------- | -------- |
| Jorge Orozco Alejandra Ramírez | Trap        | 138       | 15.       | kiesett | kiesett  |

## Súlyemelés
Férfi
| Versenyző      | Versenyszám | Szakítás | Szakítás | Lökés    | Lökés    | Összesen | Helyezés |
| Versenyző      | Versenyszám | Eredmény | Helyezés | Eredmény | Helyezés | Összesen | Helyezés |
| -------------- | ----------- | -------- | -------- | -------- | -------- | -------- | -------- |
| Jonathan Muñoz | 67 kg       | 135      | 9.       | 163      | 10.      | 298      | 10.      |
| Jorge Cárdenas | 73 kg       | 145      | 10.      | 175      | 10.      | 320      | 11.      |

Női
| Versenyző          | Versenyszám | Szakítás | Szakítás | Lökés    | Lökés    | Összesen | Helyezés |
| Versenyző          | Versenyszám | Eredmény | Helyezés | Eredmény | Helyezés | Összesen | Helyezés |
| ------------------ | ----------- | -------- | -------- | -------- | -------- | -------- | -------- |
| Ana Gabriela López | 55 kg       | 90       | 5.       | 105      | 9.       | 195      | 9.       |
| Aremi Fuentes      | 76 kg       | 108      | 4.       | 137      | 3.       | 245      |          |

## Szinkronúszás
| Versenyző                    | Versenyszám | Selejtező        | Selejtező        | Selejtező           | Selejtező           | Selejtező  | Selejtező  | Döntő            | Döntő            | Döntő      | Döntő      | Helyezés |
| Versenyző                    | Versenyszám | Szabad gyakorlat | Szabad gyakorlat | Technikai gyakorlat | Technikai gyakorlat | Összesítés | Összesítés | Szabad gyakorlat | Szabad gyakorlat | Összesítés | Összesítés | Helyezés |
| Versenyző                    | Versenyszám | Pont             | Hely.            | Pont                | Hely.               | Pont       | Hely.      | Pont             | Hely.            | Pont+ST    | Hely.      | Helyezés |
| ---------------------------- | ----------- | ---------------- | ---------------- | ------------------- | ------------------- | ---------- | ---------- | ---------------- | ---------------- | ---------- | ---------- | -------- |
| Nuria Diosdado Joana Jiménez | Páros       | 86,5333          | =13.             | 86,6190             | 12.                 | 173,1523   | 4.         | 86,5667          | 12.              | 173,1857   | 12.        | 12.      |

## Taekwondo
Férfi
| Versenyző       | Versenyszám | Nyolcaddöntő            | Negyeddöntő       | Elődöntő          | Vigaszág elődöntő | Bronz- mérkőzés   | Döntő             | Helyezés |
| Versenyző       | Versenyszám | Ellenfél Eredmény       | Ellenfél Eredmény | Ellenfél Eredmény | Ellenfél Eredmény | Ellenfél Eredmény | Ellenfél Eredmény | Helyezés |
| --------------- | ----------- | ----------------------- | ----------------- | ----------------- | ----------------- | ----------------- | ----------------- | -------- |
| Carlos Sansores | Nehézsúly   | Ivan Šapina (CRO) · 4–6 | kiesett           | kiesett           |                   |                   |                   | 11.      |

Női
| Versenyző       | Versenyszám | Nyolcaddöntő               | Negyeddöntő       | Elődöntő          | Vigaszág elődöntő | Bronz- mérkőzés   | Döntő             | Helyezés |
| Versenyző       | Versenyszám | Ellenfél Eredmény          | Ellenfél Eredmény | Ellenfél Eredmény | Ellenfél Eredmény | Ellenfél Eredmény | Ellenfél Eredmény | Helyezés |
| --------------- | ----------- | -------------------------- | ----------------- | ----------------- | ----------------- | ----------------- | ----------------- | -------- |
| Briseida Acosta | Nehézsúly   | Althéa Laurin (FRA) · 3–21 | kiesett           | kiesett           |                   |                   |                   | 11.      |

## Tenisz
Női
| Versenyző                     | Versenyszám | 64-es főtábla                | 32-es főtábla                                                                      | Nyolcaddöntő      | Negyeddöntő       | Elődöntő          | Bronz- mérkőzés   | Döntő             | Helyezés |
| Versenyző                     | Versenyszám | Ellenfél Eredmény            | Ellenfél Eredmény                                                                  | Ellenfél Eredmény | Ellenfél Eredmény | Ellenfél Eredmény | Ellenfél Eredmény | Ellenfél Eredmény | Helyezés |
| ----------------------------- | ----------- | ---------------------------- | ---------------------------------------------------------------------------------- | ----------------- | ----------------- | ----------------- | ----------------- | ----------------- | -------- |
| Renata Zarazúa                | Egyes       | Doi Miszaki (JPN) · 3-6, 2-6 | kiesett                                                                            | kiesett           | kiesett           | kiesett           | kiesett           | kiesett           | 33.      |
| Giuliana Olmos Renata Zarazúa | Páros       |                              | Spanyolország (ESP) · Paula Badosa · Sara Sorribes Tormo · 2-6, 7-6(7–4), [7]–[10] | kiesett           | kiesett           | kiesett           | kiesett           | kiesett           | 17.      |

## Tollaslabda
| Versenyző       | Versenyszám | Csoportkör                                                                                  | Csoportkör | Nyolcaddöntő      | Negyeddöntő       | Elődöntő          | Bronz- mérkőzés   | Döntő             | Helyezés |
| Versenyző       | Versenyszám | Ellenfél Eredmény                                                                           | Hely.      | Ellenfél Eredmény | Ellenfél Eredmény | Ellenfél Eredmény | Ellenfél Eredmény | Ellenfél Eredmény | Helyezés |
| --------------- | ----------- | ------------------------------------------------------------------------------------------- | ---------- | ----------------- | ----------------- | ----------------- | ----------------- | ----------------- | -------- |
| Lino Muñoz      | Férfi egyes | C csoport · Ng Ká-lóng (Ng Ka Long) (HKG) · 9–21, 10–21 · Kevin Cordón (GUA) · 14–21, 12–21 | 3.         | kiesett           | kiesett           | kiesett           | kiesett           | kiesett           | 15.      |
| Haramara Gaitán | Női egyes   | K csoport · Kim Gaun (Kim Ga-eun) (KOR) · 14–21, 9–21 · Yeo Jia Min (SIN) · 7–21, 10–21     | 3.         | kiesett           | kiesett           | kiesett           | kiesett           | kiesett           | 15.      |

## Torna
Férfi
| Versenyző     | Versenyszám      | Selejtező | Selejtező | Döntő    | Döntő    |
| Versenyző     | Versenyszám      | Pontszám  | Helyezés  | Pontszám | Helyezés |
| ------------- | ---------------- | --------- | --------- | -------- | -------- |
| Daniel Corral | Talaj            | 13,200    | 55.       | kiesett  | kiesett  |
| Daniel Corral | Korlát           | 14,033    | 44.       | kiesett  | kiesett  |
| Daniel Corral | Nyújtó           | 13,100    | 45.       | kiesett  | kiesett  |
| Daniel Corral | Gyűrű            | 13,366    | 43.       | kiesett  | kiesett  |
| Daniel Corral | Lólengés         | 13,266    | 40.       | kiesett  | kiesett  |
| Daniel Corral | Egyéni összetett | 80,898    | 40.       | kiesett  | kiesett  |

Női
| Versenyző    | Versenyszám      | Selejtező | Selejtező | Döntő    | Döntő    |
| Versenyző    | Versenyszám      | Pontszám  | Helyezés  | Pontszám | Helyezés |
| ------------ | ---------------- | --------- | --------- | -------- | -------- |
| Alexa Moreno | Talaj            | 12,333    | 60.*      | kiesett  | kiesett  |
| Alexa Moreno | Ugrás            | 14,633    | 8.        | 14,716   | 4.       |
| Alexa Moreno | Felemás korlát   | 12,566    | 59.       | kiesett  | kiesett  |
| Alexa Moreno | Gerenda          | 11,066    | 83.       | kiesett  | kiesett  |
| Alexa Moreno | Egyéni összetett | 50,798    | 55.       | kiesett  | kiesett  |

* - egy másik versenyzővel azonos eredményt ért el

### Ritmikus gimnasztika
| Versenyző    | Versenyszám | Selejtező | Selejtező | Selejtező | Selejtező | Selejtező | Selejtező | Selejtező | Selejtező | Selejtező | Selejtező | Döntő   | Döntő   | Döntő   | Döntő   | Döntő    | Döntő    | Döntő   | Döntő   | Döntő    | Döntő    | Helyezés |
| Versenyző    | Versenyszám | Karika    | Karika    | Labda     | Labda     | Buzogány  | Buzogány  | Szalag    | Szalag    | Összesen  | Összesen  | Karika  | Karika  | Labda   | Labda   | Buzogány | Buzogány | Szalag  | Szalag  | Összesen | Összesen | Helyezés |
| Versenyző    | Versenyszám | Pont      | Hely.     | Pont      | Hely.     | Pont      | Hely.     | Pont      | Hely.     | Pont      | Hely.     | Pont    | Hely.   | Pont    | Hely.   | Pont     | Hely.    | Pont    | Hely.   | Pont     | Hely.    | Helyezés |
| ------------ | ----------- | --------- | --------- | --------- | --------- | --------- | --------- | --------- | --------- | --------- | --------- | ------- | ------- | ------- | ------- | -------- | -------- | ------- | ------- | -------- | -------- | -------- |
| Rut Castillo | Egyéni      | 22,350    | 18.       | 22,700    | 18.       | 21,500    | 22.       | 16,200    | 23.       | 82,750    | 22.       | kiesett | kiesett | kiesett | kiesett | kiesett  | kiesett  | kiesett | kiesett | kiesett  | kiesett  | 22.      |

### Trambulin
| Versenyző     | Versenyszám | Selejtező | Selejtező | Döntő    | Döntő    |
| Versenyző     | Versenyszám | Pontszám  | Helyezés  | Pontszám | Helyezés |
| ------------- | ----------- | --------- | --------- | -------- | -------- |
| Dafne Navarro | Női         | 99,850    | 8.        | 48,345   | 8.       |

## Triatlon
Egyéni
| Versenyző         | Versenyszám | 1,5 km úszás  | Depózás 1 | 40 km kerékpározás | Depózás 2 | 10 km futás | Összesítés | Összesítés |
| Versenyző         | Versenyszám | Idő           | Idő       | Idő                | Idő       | Idő         | Idő        | Helyezés   |
| ----------------- | ----------- | ------------- | --------- | ------------------ | --------- | ----------- | ---------- | ---------- |
| Crisanto Grajales | Férfi       | 18:23         | 0:41      | 57:52              | 0:34      | 31:06       | 1:48:36    | 31.        |
| Irving Pérez      | Férfi       | 18:06         | 0:38      | 1:01:14            | 0:30      | 33:34       | 1:54:02    | 45.        |
| Cecilia Pérez     | Női         | 20:05         | 0:44      | nem ért célba      | kiesett   | kiesett     | kiesett    | kiesett    |
| Claudia Rivas     | Női         | nem ért célba | kiesett   | kiesett            | kiesett   | kiesett     | kiesett    | kiesett    |

Csapat
| Versenyző                                                  | Versenyszám   | Úszás (300 m X 4) | Depózás 1 | Kerékpározás (6,8 km X 4) | Depózás 2 | Futás (2 km X 4) | Összesen | Hely. |
| ---------------------------------------------------------- | ------------- | ----------------- | --------- | ------------------------- | --------- | ---------------- | -------- | ----- |
| Cecilia Pérez Crisanto Grajales Claudia Rivas Irving Pérez | Vegyes csapat | 16:38             | 2:34      | 41:32                     | 2:10      | 25:59            | 1:28:53  | 15.   |

## Úszás
Férfi
| Versenyző           | Versenyszám      | Előfutam | Előfutam | Előfutam | Elődöntő | Elődöntő | Elődöntő | Döntő     | Döntő    |
| Versenyző           | Versenyszám      | Idő      | Hely.    | Össz.    | Idő      | Hely.    | Össz.    | Idő       | Helyezés |
| ------------------- | ---------------- | -------- | -------- | -------- | -------- | -------- | -------- | --------- | -------- |
| Gabriel Castaño     | 50 m gyors       | 22,32    | 5.       | 30.      | kiesett  | kiesett  | kiesett  | kiesett   | kiesett  |
| José Ángel Martínez | 200 m vegyes     | 2:01,34  | 6.       | 38.      | kiesett  | kiesett  | kiesett  | kiesett   | kiesett  |
| Daniel Delgadillo   | 10 km nyílt vízi |          |          |          |          |          |          | 1:53:14,4 | 17.      |

Női
| Versenyző         | Versenyszám | Előfutam | Előfutam | Előfutam | Elődöntő | Elődöntő | Elődöntő | Döntő   | Döntő    |
| Versenyző         | Versenyszám | Idő      | Hely.    | Össz.    | Idő      | Hely.    | Össz.    | Idő     | Helyezés |
| ----------------- | ----------- | -------- | -------- | -------- | -------- | -------- | -------- | ------- | -------- |
| Melissa Rodríguez | 100 m mell  | 1:08,76  | 6.       | 30.      | kiesett  | kiesett  | kiesett  | kiesett | kiesett  |
| Melissa Rodríguez | 200 m mell  | 2:26,87  | 4.       | 24.      | kiesett  | kiesett  | kiesett  | kiesett | kiesett  |

## Vitorlázás
Férfi
| Versenyző         | Versenyszám     | Futam | Futam | Futam | Futam | Futam | Futam | Futam | Futam | Futam | Futam | Futam | Futam | Futam   | Pontszám | Helyezés |
| Versenyző         | Versenyszám     | 1     | 2     | 3     | 4     | 5     | 6     | 7     | 8     | 9     | 10    | 11    | 12    | É       | Pontszám | Helyezés |
| ----------------- | --------------- | ----- | ----- | ----- | ----- | ----- | ----- | ----- | ----- | ----- | ----- | ----- | ----- | ------- | -------- | -------- |
| Ignacio Berenguer | Szörfvitorlázás | 25    | 22    | 18    | 18    | (26)  | 26    | 22    | 23    | 20    | 13    | 23    | 22    | kiesett | 232      | 23.      |
| Juan Pérez        | Finn dingi      | (19)  | 17    | 16    | 16    | 17    | 17    | 17    | 16    | 14    | 15    |       |       | kiesett | 145      | 17.      |

Női
| Versenyző     | Versenyszám     | Futam | Futam | Futam | Futam | Futam | Futam | Futam | Futam | Futam | Futam | Futam | Futam | Futam   | Pontszám | Helyezés |
| Versenyző     | Versenyszám     | 1     | 2     | 3     | 4     | 5     | 6     | 7     | 8     | 9     | 10    | 11    | 12    | É       | Pontszám | Helyezés |
| ------------- | --------------- | ----- | ----- | ----- | ----- | ----- | ----- | ----- | ----- | ----- | ----- | ----- | ----- | ------- | -------- | -------- |
| Demita Vega   | Szörfvitorlázás | 26    | 16    | 15    | 22    | 22    | 19    | 19    | 10    | 20    | 13    | (28)  | 13    | kiesett | 195      | 18.      |
| Elena Oetling | Laser radial    | 41    | 21    | 31    | 19    | 23    | 7     | 19    | 32    | (43)  | 28    |       |       | kiesett | 221      | 32.      |

## Vívás
Férfi
| Versenyző       | Versenyszám | Selejtező                   | 32-es főtábla             | Nyolcaddöntő      | Negyeddöntő       | Elődöntő          | Bronz- mérkőzés   | Döntő             | Helyezés |
| Versenyző       | Versenyszám | Ellenfél Eredmény           | Ellenfél Eredmény         | Ellenfél Eredmény | Ellenfél Eredmény | Ellenfél Eredmény | Ellenfél Eredmény | Ellenfél Eredmény | Helyezés |
| --------------- | ----------- | --------------------------- | ------------------------- | ----------------- | ----------------- | ----------------- | ----------------- | ----------------- | -------- |
| Diego Cervantes | Tőr, egyéni | Huang Mengkai (CHN) · 15–14 | Enzo Lefort (FRA) · 11–15 | kiesett           | kiesett           | kiesett           | kiesett           | kiesett           | 32.      |